# Toepolev Tu-204

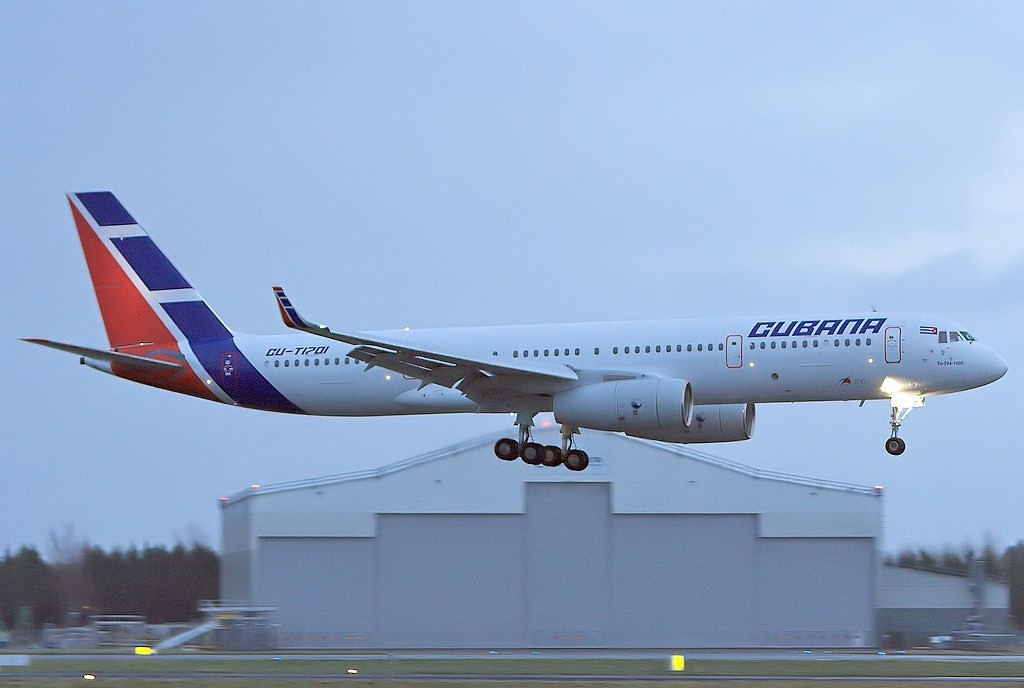
De Tu-204

De Tu-214

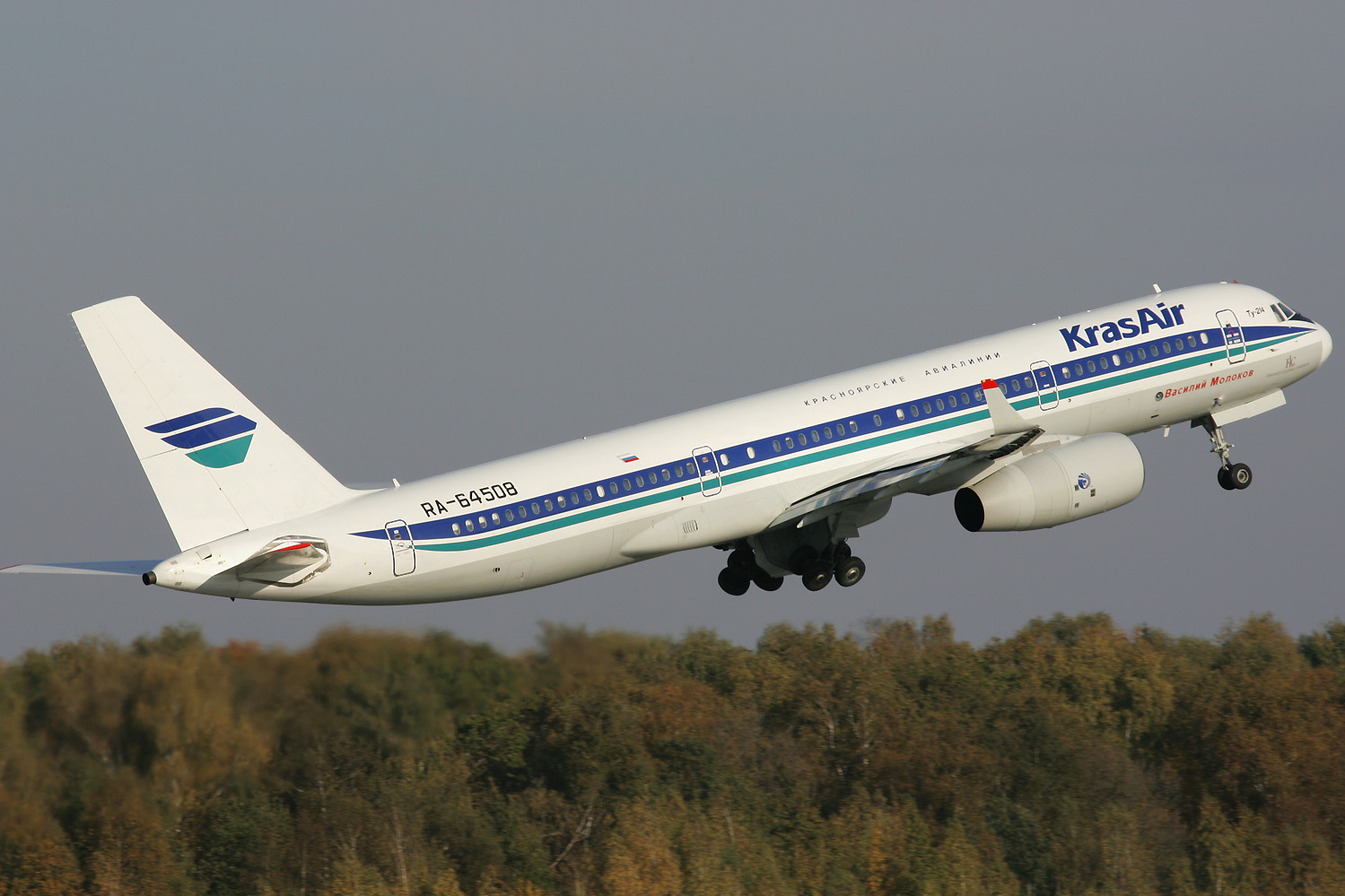
De Tu-214

De Toepolev Tu-204 (Russisch: Туполев Tу-204) is een Russisch vliegtuig voor de middellange afstand, ontworpen door Toepolev. De eerste versie werd in 1989 geïntroduceerd. Het toestel vertoont op het eerste gezicht gelijkenissen met de Boeing 757 en is ontworpen als vervanger voor de Toepolev Tu-154. De Tu204 wordt in verschillende varianten geleverd, onder ander de Tu-204, Tu-204-120, Tu-204-300 en de Tu-214. 

## Technologie
De Tu-204 behoort samen met de Iljoesjin Il-96 tot de eerste Russische new-generation vliegtuigen. Zo is het het eerste Russische toestel dat gebruik maakt van:
- fly-by-wire
- glazen cockpit
- winglets
- Engelstalige cockpit
- Westerse motoren van Rolls-Royce

## Varianten
Van de Tu-204 zijn in de loop der jaren diverse versies verschenen. Van een aantal hiervan bestaan ook vrachtversies; deze worden aangeduid door een C achter het typenummer. Versies met een Engelstalige cockpit worden aangeduid door een E, bijvoorbeeld Tu-204-200E.

### Tu-204-100
Het basis passagiersmodel. Dit toestel is uitgerust met Aviadvigatel PS90-A-motoren met een stuwkracht van 157 kN. De vrachtversie staat bekend als Tu-204-100C.

### Tu-204-120
Is in principe hetzelfde toestel als de Tu-204-100 maar dan met Rolls-Royce RB-211-535-motoren en een in het Engels uitgevoerde cockpit.

### Tu-204-200
Een verbeterde versie van de Tu-204-100 met een verhoogd startgewicht en grotere reikwijdte. Slechts één exemplaar van dit toestel is gebouwd door de Aviastar-vliegtuigfabriek, een variant wordt nu gebouwd door KAPO als Tu-214.

### Tu-204-220
Is in principe hetzelfde toestel als de Tu-204-200 maar dan met RB-211-535-motoren van Rolls-Royce, en een in het Engels uitgevoerde cockpit. Doordat de productie naar KAPO werd verplaatst is dit toestel nooit gebouwd onder deze naam.

### Tu-204-300
Dit is een 6 meter kortere versie van de Tu-204-100, geschikt voor vluchten met weinig passagiers over zeer lange afstanden. Het toestel maakt gebruik van PS90-A2-motoren en heeft een maximum startgewicht van 103 ton. Het toestel kan maximaal 166 passagiers over een afstand van 9.300 kilometer vervoeren. De Russische maatschappij Vladivostok Avia is de eerste klant voor het toestel.

### Tu-204-500
Mogelijke toekomstige variant van de Tu-204-300 voor de middellange afstand. Dit toestel is een rechtstreekse concurrent voor de Boeing 737-serie en de A320-serie van Airbus.

### Tu-214
Hoewel de naam anders doet vermoeden is ook de Tu-214 een variant van de Tu-204. Technisch gezien verschilt de Tu-214 niet veel van de Tu-204-200. Het grootste verschil is dat de Tu-214 beschikt over drie hoofddeuren alle andere varianten beschikken over twee hoofddeuren. De Tu-214 wordt gebouwd door KAPO in plaats van Aviastar.

## Gebruikers
Deze tabel geeft het aantal in gebruik en in bestelling zijnde Toepolev Tu-204/214-toestellen per luchtvaartmaatschappij per augustus 2009.
| Land        | Luchtvaartmaatschappij   | In dienst                       | In bestelling                       |
| ----------- | ------------------------ | ------------------------------- | ----------------------------------- |
| Brazilië    | Clean Air                | -                               | 4x Tu-204SM                         |
| Ecuador     | Icaro                    | -                               | 2x Tu-204SM                         |
| Noord-Korea | Air Koryo                | 1x Tu-204-300, 1x Tu-204-100    | 1x Tu-204-100                       |
| Rusland     | Aviastar Airlines        | 2x Tu-204-100, 2x Tu-204-100C   | 2x Tu-204-100C                      |
| Rusland     | Russische Luchtmacht     | -                               | 1x Tu-204ON                         |
| Rusland     | VneshTorgBank            | 1x Tu-204-300A (VIP)            | -                                   |
| Egypte      | Cairo Aviation           | 2x Tu-204-120                   | -                                   |
| Cuba        | Cubana                   | 2x Tu-204-100E, 2x Tu-204-100CE | -                                   |
| Rusland     | Kavminvodyavia           | 2x Tu-204-120                   | -                                   |
| Rusland     | Red Wings                | 8x Tu-204-100                   | 1x Tu-204-100, 1x Tu-204-100B       |
| Rusland     | Rossiya Russian Airlines | 3x Tu-214, 2x Tu-214SR          | 2x Tu-214, 2x Tu-214ON, 3x Tu-214PU |
| Rusland     | Transaero                | 2x Tu-214                       | 4x Tu-214                           |
| Rusland     | Tupolev Design Bureau    | 1x Tu-214                       | -                                   |
| Rusland     | Vladivostok Avia         | 7x Tu-204-300                   | -                                   |

## Ongelukken en incidenten
- Op 22 maart 2010 maakte Aviastar-TU-vlucht 1906 een noodlanding vlak voor eindbestemming luchthaven Domodedovo bij Moskou. Vier bemanningsleden raakten gewond.
- Op 29 december 2012 maakte een Toepolev Tu-204 van de Russische maatschappij Red Wings een fatale landing op luchthaven Vnoekovo nabij Moskou. Het toestel schoot tijdens de landing door over de landingsbaan en kwam terecht op een autosnelweg waarna het in stukken brak en in brand vloog. Vijf inzittenden kwamen om het leven. Het ongeluk is waarschijnlijk veroorzaakt door problemen met de remmen en de straalomkering. Ten tijde van de crash was er een sneeuwstorm gaande in Moskou.